# Interstella 5555 – The 5tory of the 5ecret 5tar 5ystem
Interstella 5555 – The 5tory of the 5ecret 5tar 5ystem ist ein Anime-Musikfilm aus dem Jahr 2003. Er behandelt das Discovery-Album der House-Formation Daft Punk. Es gibt keinen gesprochenen Text und nur die wichtigsten Geräusche sind durch die Musik zu hören. In Deutschland wurde der Film erstmals am 29. Juli 2003 im Rahmen des Fantasy Filmfests gezeigt.

## Handlung
One More Time
Auf einem fernen Planeten tritt eine vierköpfige Band in einem Konzert auf. Die komplette Bevölkerung verfolgt den Auftritt live oder im Fernsehen und versinkt im Tanzfieber. In dem Trubel nähert sich unbemerkt ein Raumschiff und nimmt über dem Konzertsaal Position ein.
Aerodynamic
Aus dem Raumschiff dringen Vermummte in den Konzertsaal und die Sicherungsstationen des Planeten ein und betäuben alle Gäste, die Musiker und das Wachpersonal mit Gas. Als einziger leistet der Gitarrist der Band Widerstand und versucht zu flüchten. Nachdem auch er betäubt wurde, bringen die Vermummten die Musiker und ihre Instrumente an Bord des Raumschiffes und verschwinden. Das inzwischen erwachte Wachpersonal schlägt Alarm.
Digital Love
Der Raumfahrer Shep wird bei der Wartung seines gitarrenförmigen Raumschiffes gezeigt. Dabei singt er ein Lied der Band. Während er noch immer singt, begibt er sich in das Quartier seines Schiffes und ergibt sich seinen Tagträumen, in denen er von der Bassistin der Band, in die er verliebt zu sein scheint, träumt. Ein Alarm reißt ihn aus seinen Träumen. Er erfährt von der Entführung und nimmt die Verfolgung des fremden Raumschiffes auf. Dabei folgt er ihm durch eine Art Portal. Während das fremde Schiff unbeschädigt auf der anderen Seite des Portals ankommt und auf der Erde landet, wird Sheps Schiff stark beschädigt; es stürzt auf der Erde ab.
Harder, Better, Faster, Stronger
Die immer noch betäubte Band wird in eine Art Fabrik geschafft. Dort werden sie dem Menschen ähnlich gemacht, indem ihre blaue Haut umgefärbt und ihre Kleidung ersetzt wird. Auch ihre Erinnerungen werden ausgetauscht. So werden z. B. Erinnerungen, in denen der Gitarrist als Kind mit einem Hovercraft über eine Mondlandschaft fliegt, durch ähnliche Erinnerungen mit menschlicher Haut, einem Dreirad und einer grünen Wiese ersetzt. Zudem bekommen sie Brillen, mit denen sie kontrolliert werden können. Nach der Umgestaltung werden sie aufgeweckt und zu ihrem neuen Produzenten gebracht.
Crescendolls
Der Produzent bringt die Band, die nun Crescendolls genannt wird, zu einem Verleger. Dieser ist begeistert von der Band und nimmt sie sofort unter Vertrag. Sie werden massiv beworben und es bricht auf der Erde die gleiche Hysterie um die Crescendolls aus wie auf ihrem Heimatplaneten. Auffällig ist jedoch die Emotionslosigkeit der Bandmitglieder.
Nightvision
Die Band ist nach dem Rummel um sie vollkommen entkräftet und antriebslos. Doch der Produzent zwingt sie, auch in ihren Pausen ununterbrochen Autogrammkarten zu signieren. Shep ist inzwischen in der Stadt angekommen und erkennt die Crescendolls wieder, allerdings muss er sich aufgrund seines außerirdischen Aussehens im Verborgenen halten.
Superheroes
Die Hysterie um die Band geht weiter und der Produzent inszeniert ein riesiges Konzert. Im Laufe des Konzerts fliegt Shep mit einem Raketenrucksack auf die Bühne und macht die Kontrollgeräte des Gitarristen, des Drummers und des Sängers unschädlich. Als er die Bassistin retten will, kommt ihm allerdings der Produzent in die Quere. Die drei anderen, inzwischen zu sich gekommen aber noch orientierungslos wirkend, flüchten mit Shep. Bei der darauffolgenden Verfolgungsjagd mit den Handlangern des Produzenten wird Shep angeschossen, allerdings gelingt es den Vieren zu entkommen. Die Handlanger des Produzenten, so stellt sich während eines Unfalls während der Verfolgung heraus, sind Roboter.
High Life
Der Produzent nutzt die Bassistin weiterhin für seine Zwecke und besucht mit ihr Events der Schickeria. Dabei fällt ihr eine Visitenkarte des Produzenten in die Hände. Unter anderem besuchen sie die Verleihung der Goldenen Schallplatte. Die Crescendolls gewinnen den Preis, und während der Produzent und die Bassistin den Preis entgegennehmen, gelingt es dem Drummer, der sich verkleidet im Publikum befindet, das Kontrollgerät der Bassistin zu zerstören. Unbemerkt kann sie von der Bühne verschwinden und mit dem Drummer entkommen.
Something About Us
Während sie sich in einer Lagerhalle verstecken, teilt Shep seinen Tagtraum mit der Bassistin und erliegt seinen Verletzungen. Nachdem er gestorben ist, hat sie ein Hologramm in der Hand, das die Band darstellt und ihnen somit sowohl die Vergangenheit zeigt, an die sie sich nicht mehr erinnern können, als auch Sheps Bewunderung für die Band.
Voyager
Niedergeschlagen fährt die Band aufs Land und begräbt Shep unter einem Baum. Während sie Abschied nehmen, steigt sein Geist aus dem Grab empor und verabschiedet sich seinerseits. Auf der Rückreise erinnert sich die Bassistin an die Visitenkarte des Produzenten, die sie noch immer bei sich trägt, und die Band beschließt, die abgedruckte Adresse aufzusuchen.
Veridis Quo
Die Adresse stellt sich als Schloss heraus. Dort findet die Band ein Buch, in dem steht, dass der Produzent der Sohn des Earl von Darkwood ist. Er musste mit ansehen, wie sein Vater vor Jahrhunderten beim Einschlag eines Kometen starb. Im Laufe seines Lebens entdeckte er eine Möglichkeit, das Universum zu erobern. Er entführte Außerirdische von der anderen Seite des Portals und machte sie zu berühmten Musikern, die er kontrollierte. Dadurch gewann er Goldene Schallplatten, von denen er 5555 sammeln muss; die 5555. ist die der Crescendolls. Die Band wird von den Robotern entdeckt und zu dem Produzenten gebracht, welcher die Bassistin opfern will, indem er (am 5. Mai 2005 um 05:55) die Schallplatten und Stella, die Bassistin, mit einer Apparatur verschmilzt. Ein Kampf entbrennt, in dem der Produzent in eine Schlucht stürzt, seine Anhänger ihm im Massenselbstmord in den Tod folgen und Stella gerettet wird.
Short Circuit
Offenbar ausgelöst durch den Tod des Produzenten bricht unter dem Schloss ein Vulkan aus. Die Band entkommt und begibt sich zurück zur Stadt. Auf der Fahrt entdecken sie in dem Buch des Produzenten, dass ihre Erinnerungen auf einer Art Diskette gespeichert worden sind. Der Sänger bricht in das Gebäude der Plattenfirma ein und schafft es, diese zu bekommen. Als er jedoch das Gebäude verlassen will, wird er von Wachmännern gestellt und mit einem Elektroschocker niedergestreckt. Der Verleger kommt dazu und erkennt den Sänger, der durch den Elektroschock wieder sein ursprüngliches blaues Aussehen angenommen hat; der Rest der Band wird von der gerufenen Polizei gestellt. Inzwischen erhebt sich eine enigmatische Energiewelle aus den Trümmern des Schlosses des Produzenten und schießt ins All.
Face to Face
Der Verleger erkennt, dass die Band von einem anderen Planeten kommt und informiert die Öffentlichkeit. Der Band werden ihr ursprüngliches Aussehen und ihre Erinnerungen zurückgegeben. Auch das Raumschiff von Shep wird wieder repariert, damit sie wieder nach Hause können. Mit einer Trägerrakete und einer Rampenkonstruktion wird ihr Raumschiff zurück ins All befördert und sie durchschreiten das Portal zurück in ihr Universum.
Too Long
Während sie sich zwischen den Portalen befinden, stellt sich die rätselhafte Energiewelle aus den Ruinen als der Geist des Produzenten heraus, der versucht, die Rückkehr zu vereiteln, jedoch werden sie durch den Geist Sheps beschützt und können so unbehelligt das Portal verlassen. Auf der Reise nach Hause gedenken sie Shep mit einer Jamsession. Auf ihrem Heimatplaneten angekommen werden sie begeistert empfangen und geben sogleich ein Konzert, welches auch auf die Erde übertragen wird. Zu Ehren von Sheps Heldentum wird diesem ein Denkmal errichtet.
Beim Auslaufen des letzten Titels wird ein kleiner Junge gezeigt, der vor seinem Plattenspieler, der eine Daft-Punk-Schallplatte spielt, eingeschlafen ist. Er kuschelt mit ein paar Crescendoll-Puppen. Im Zimmer verteilt liegen Daft-Punk-Puppen, Daft-Punk-Alben sowie alle wichtigen Figuren des Films in Puppengestalt.

## Hintergrund
Der Film ist die grafische Umsetzung des Albums Discovery der französischen House-Formation Daft Punk und erzählt in einzelnen Episoden die Geschichte von der Entführung einer interstellaren Popband. Interstella 5555 führt dabei jenes Konzept weiter, das bereits 2001 für die Musikvideos der ersten vier Singles aus dem Discovery-Album zu tragen kam: Jedes Video führt die Geschichte dort weiter, wo sein Vorgänger sie unterbrochen hat. Ganz ohne Dialoge erzählen alle Songs des Albums aneinandergereiht in Form eines Anime-Musicals ein knallbuntes Weltraumabenteuer.
Gezeichnet wurden die Bilder vom japanischen Produktionsstudio Toei. Das grafische Konzept stammt von Leiji Matsumoto. Der Film kostete 4 Millionen Dollar.
2024 erschien eine remastered Edition in 4K HD Qualität, die am 12. Dezember 2024 weltweit in ausgewählten Kinos zu sehen war.